# 1910 у літературі
Стаття є списком літературних подій та публікацій у 1910 році.

## Книги
- «Гертруда» — роман Германа Гессе.
- «Нотатки Мальте Лявридса Бриґґе» — роман Райнера Марії Рільке.
- «Срібний вітер» — роман Франі Шрамека.
- «Історія Містера Поллі» — роман Герберта Веллса.

## П'єси
- «Брехня» — п'єса Володимира Винниченка.
- «Бояриня» — драматична поема Лесі Українки.
- «Раджа» — драма Рабіндраната Тагора.

## Поезія
- «Гусляр» — збірка віршів Янки Купали.
- «Ґітанджалі» (бенг. গীতাঞ্জলি, Gitānjali, Жертовні пісні) — збірка віршів Рабіндраната Тагора.

## Нагороди
- Нобелівську премію з літератури отримав німецький письменник Пауль Гейзе.

## Народились
- 23 червня — Жан Ануй, французький драматург (помер у 1987).
- 19 грудня — Жан Жене, французький письменник, драматург (помер у 1986).

## Померли
- 21 квітня — Марк Твен, американський письменник (народився в 1835).
- 22 травня — Жуль Ренар, французький письменник (народився в 1864).
- 16 червня — Юлія Безродна, російська письменниця, драматургиня і публіцистка.
- 20 листопада — Лев Толстой, російський письменник (народився в 1828).